# School of Champions
School of Champions ist eine Fernsehserie über den Alltag in einem Elite-Ski-Internat in den Bergen Österreichs. Regie führten Dominik Hartl (Folgen 1–4, Staffel 2), Johanna Moder (Folgen 5–8) und Jakob Fischer (Staffel 2), als Showrunner und Drehbuchautor fungierte Samuel Schultschik. Ideengeber und Ko-Autor (Folgen 1–2) war Clemens Aufderklamm.

## Handlung
Die Ski-Akademie im Salzburger Gasteinertal ist eine Kaderschmiede von internationalem Ruf, deren Absolventen regelmäßig den Profi-Ski-Sport dominieren. Schulleiter ist Mark Auer, ein ehemaliger Olympiateilnehmer, der unter anderem mit der Finanzierung der Schule zu kämpfen hat.
Nach einem Auswahlverfahren werden von den internationalen Bewerbern jeweils zehn Jugendliche pro Jahrgang aufgenommen. Die jungen Athleten haben neben dem Schulalltag ein hartes Training zu absolvieren. Außerdem erwarten diese mit zwischenmenschlichen Problemen, Liebe, Neid, Loyalität, Verrat, Ehrgeiz, Enttäuschung, Erfolg und Misserfolg einige Herausforderungen.

## Veröffentlichung
Am 23. November 2023 wurden die ersten beiden Folgen im Wiener Gartenbaukino gezeigt, am 28. November 2023 wurde die Serie in Bad Hofgastein in der Fest Alm präsentiert.
Die Erstausstrahlung auf SRF zwei erfolgt seit dem 3. Januar 2024, auf ORF 1 wird die Serie seit dem 22. Januar 2024 gezeigt und im Ersten seit dem 14. Februar 2024.
Die zweite Staffel soll im BR Fernsehen ab dem 2. Januar 2025 wöchentlich in Doppelfolgen ausgestrahlt werden. Die ORF-Erstausstrahlung soll ab dem 27. Jänner 2025 in Doppelfolgen erfolgen. Die Veröffentlichung in der ARD Mediathek ist für den 31. Januar 2025 vorgesehen. Im Ersten ist die Erstausstrahlung für den 14. und 15. Februar 2025 geplant.

## Produktion und Hintergrund
Die Dreharbeiten zur ersten Staffel fanden ab dem 24. Oktober 2022 bis Mitte Dezember und nach einer Weihnachtspause ab Jänner 2023 bis zum 24. März 2023 im Gasteiner Tal und in Wien statt.
Produziert wurde die Serie von der österreichischen Superfilm (Produzenten John Lueftner und David Schalko) in Koproduktion mit der Schweizer Catpics (Produzentin Sarah Born, Ko-Produzent Rajko Jazbec). Beteiligt waren der Österreichische und der Bayerische Rundfunk sowie das Schweizer Radio und Fernsehen. Unterstützt wurde die Produktion vom Fernsehfonds Austria und dem Land Salzburg.
Die Kamera führten André Mayerhofer und Robert Oberrainer, die Montage verantwortete Karin Hammer. Das Szenenbild gestaltete Thomas Kurz, das Maskenbild Uschi Braun und das Kostümbild Katharina Forcher. Cameo-Auftritte haben Anna Veith und Thomas Morgenstern.
Die Dreharbeiten zur zweiten Staffel begannen am 29. November 2023 und endeten Ende März 2024. Die Regie übernahmen Jakob Fischer und erneut Dominik Hartl, die Drehbücher stammen neuerlich von Showrunner und Head-Autor Samuel Schultschik, sowie Marie Therese Thill, Thomas Eichtinger und Marlene Rudy. Die 2. Staffel wurde mit Unterstützung von FISA+ hergestellt.
Die Dreharbeiten zur dritten Staffel starteten am 26. November 2024 und dauerten bis März 2025.

## Episodenliste

### Staffel 1
| Nr. (ges.) | Nr. (St.) | Originaltitel           | Erstausstrahlung Schweiz | Regie         |
| ---------- | --------- | ----------------------- | ------------------------ | ------------- |
| 1          | 1         | Einsame Spitze          | 3. Jan. 2024             | Dominik Hartl |
| 2          | 2         | Die Aufnahmeprüfung     | 3. Jan. 2024             | Dominik Hartl |
| 3          | 3         | Der tote Paul           | 3. Jan. 2024             | Dominik Hartl |
| 4          | 4         | Das weiße Rauschen      | 4. Jan. 2024             | Dominik Hartl |
| 5          | 5         | Blinder Gehorsam        | 4. Jan. 2024             | Johanna Moder |
| 6          | 6         | Im Schmerz die Wahrheit | 4. Jan. 2024             | Johanna Moder |
| 7          | 7         | Am Abgrund              | 5. Jan. 2024             | Johanna Moder |
| 8          | 8         | Gemeinsam am Start      | 5. Jan. 2024             | Johanna Moder |

### Staffel 2
| Nr. (ges.) | Nr. (St.) | Originaltitel    | Erstausstrahlung | Regie                        |
| ---------- | --------- | ---------------- | ---------------- | ---------------------------- |
| 9          | 1         | Hohe Ziele       | 24. Jan. 2025    | Dominik Hartl, Jakob Fischer |
| 10         | 2         | Harter Aufschlag | 24. Jan. 2025    | Dominik Hartl, Jakob Fischer |
| 11         | 3         | Ein Gefühl       | 28. Jan. 2025    | Dominik Hartl, Jakob Fischer |
| 12         | 4         | Xmess            | 28. Jan. 2025    | Dominik Hartl, Jakob Fischer |
| 13         | 5         | Es wird eng      | 29. Jan. 2025    | Dominik Hartl, Jakob Fischer |
| 14         | 6         | Der Sturm        | 29. Jan. 2025    | Dominik Hartl, Jakob Fischer |
| 15         | 7         | Letzte Chance    | 29. Jan. 2025    | Dominik Hartl, Jakob Fischer |
| 16         | 8         | Ein Verräter     | 30. Jan. 2025    | Dominik Hartl, Jakob Fischer |

## Rezeption

### Kritiken
Noemi Hüsser schrieb auf tagesanzeiger.ch, dass viele Szenen einfach und die Handlung vorhersehbar wirkten. Mehr Originalität würde der Serie zwar guttun, dank Einblicken in die Skisportwelt bringt die Serie aber gerade genug Neues und man schaue gerne zu. Bilder von actionreichen Skirennszenen und verschneitem Bergpanorama böten Abwechslung. Sie bauten Spannung auf oder ließen durchatmen.
Isabella Wallnöfer meinte in der Tageszeitung Die Presse, dass die unvermeidlichen Rennszenen zu den schwächeren Momenten dieser Serie gehörten, das könne das Sportfernsehen besser. Die Coming-of-Age-Geschichte mit vielen Facetten sei aber weniger outriert als in Biester. Der Schauspielnachwuchs bekomme in beiden Projekten reichlich Gelegenheit, sich zu beweisen, da werde der ORF selbst zur Kaderschmiede.
Martina Kalweit vergab auf tittelbach.tv vier von sechs Sternen, das Coming-of-Age-Drama nehme auch volljährige Zuschauer mit.
Oliver Mark befand auf DerStandard.at, dass die Charaktere an einigen Stellen zu klischeehaft gezeichnet seien und in manchen Phasen wirke es durch eine dramatisierende Musik gar dick aufgetragen. Insgesamt sei die Serie aber durchaus sehenswert.
Timo Niemeier bezeichnete die Serie auf Dwdl.de als vorhersehbar und zu plakativ. Die Geschichten seien fast durchweg ziemlich dünn geraten und viele Charaktere eindimensional. Inhaltlich spiele es sich zu oft auf dem Niveau von GZSZ ab.
Cornelia Wystrichowski (rnd.de) schrieb, dass die Handlung eher einer Anfängerpiste als der anspruchsvollen Streif entspreche. Insgesamt könne sich der Mix aus Drama, Krimi und Highschool-Feeling zwar dennoch sehen lassen, aber ausgerechnet die Abfahrtszenen seien nicht sonderlich rasant geraten.

### Einschaltquote
Die beiden Auftaktfolgen wurden bei der Erstausstrahlung im ORF im Jänner 2024 von durchschnittlich 506.000 Personen verfolgt, der Marktanteil betrug 18 Prozent. Im Schnitt erreichten die acht Folgen der ersten Staffel bei Erstausstrahlung im ORF 474.000 Zuschauer bei einem Marktanteil von 17 Prozent.
Die Auftaktfolge der zweiten Staffel verfolgten bei der Erstausstrahlung im ORF bis zu 413.000 und durchschnittlich 398.000 Zuseher bei einem Marktanteil von 14 Prozent. Durchschnittlich wurden die acht Folgen der zweiten Staffel bei der Erstausstrahlung im ORF von 354.000 Zuschauern verfolgt.